# Ko Panyi

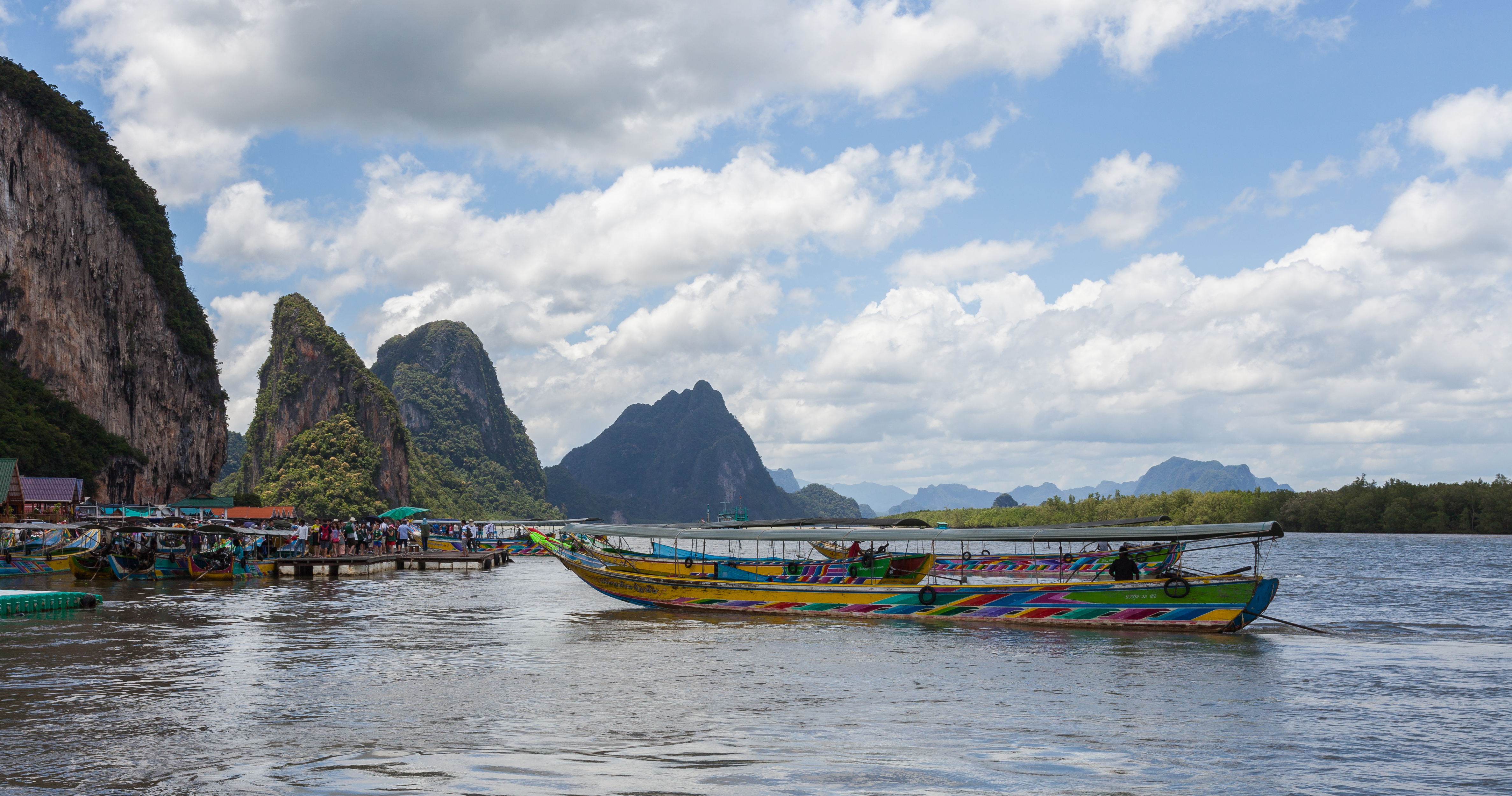
Vista de la isla

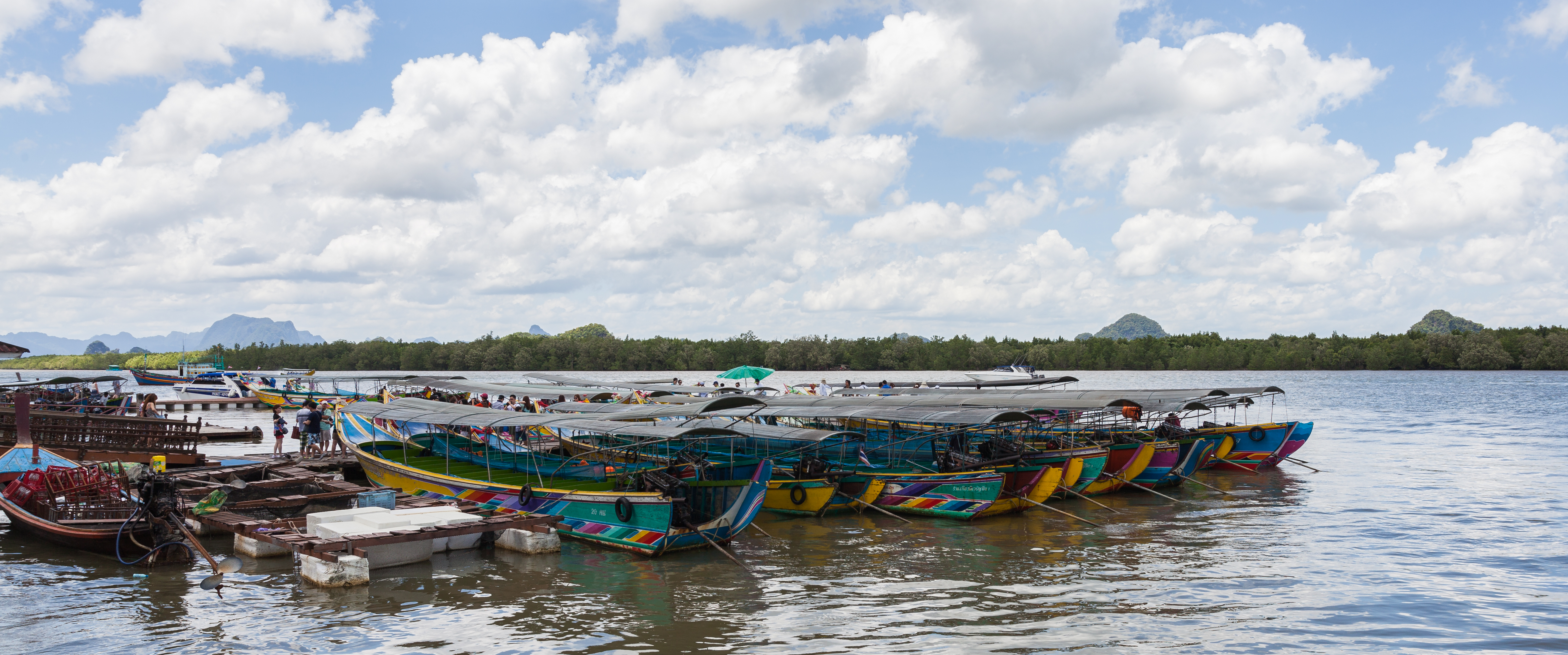
Muelle

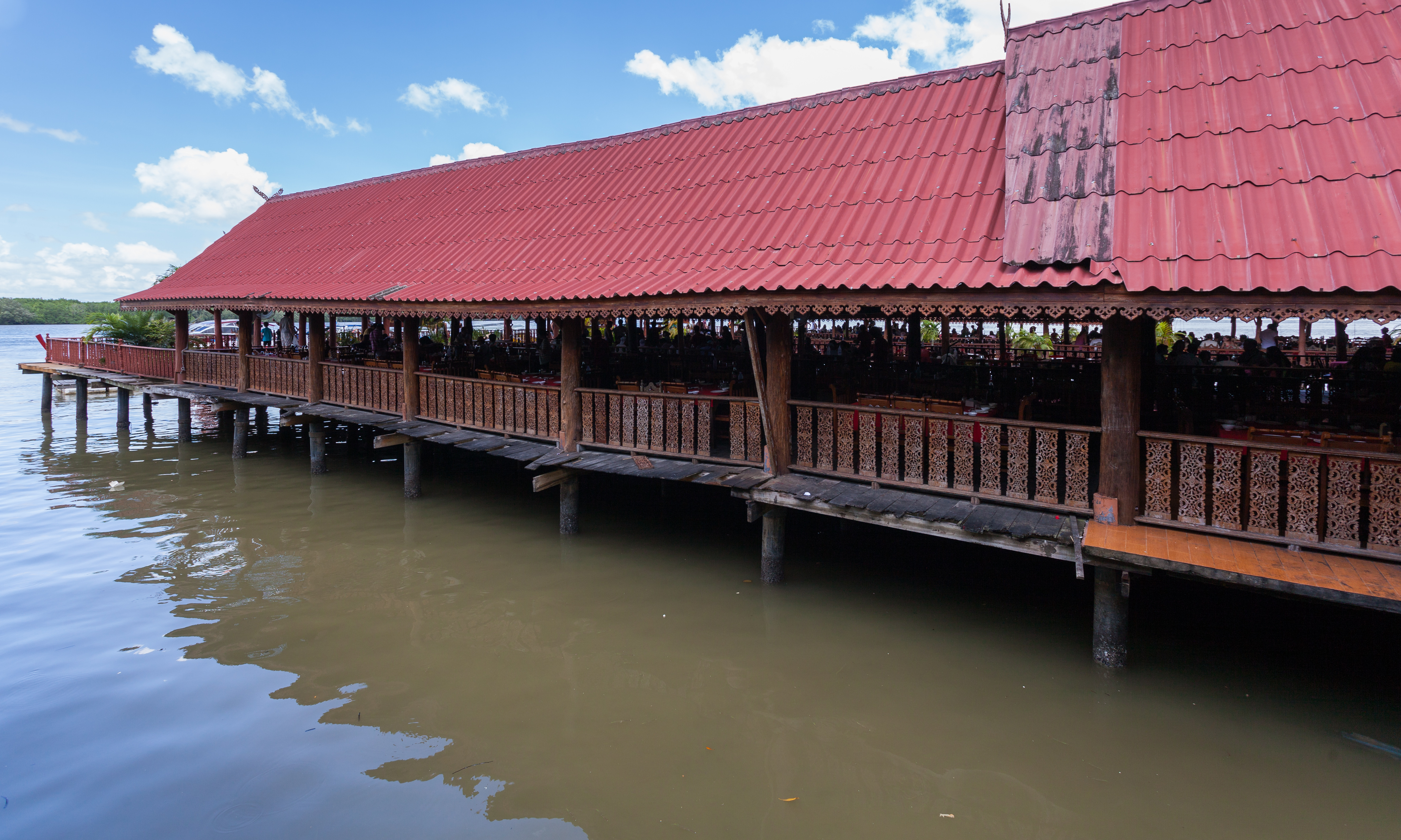
Restaurante sobre el agua

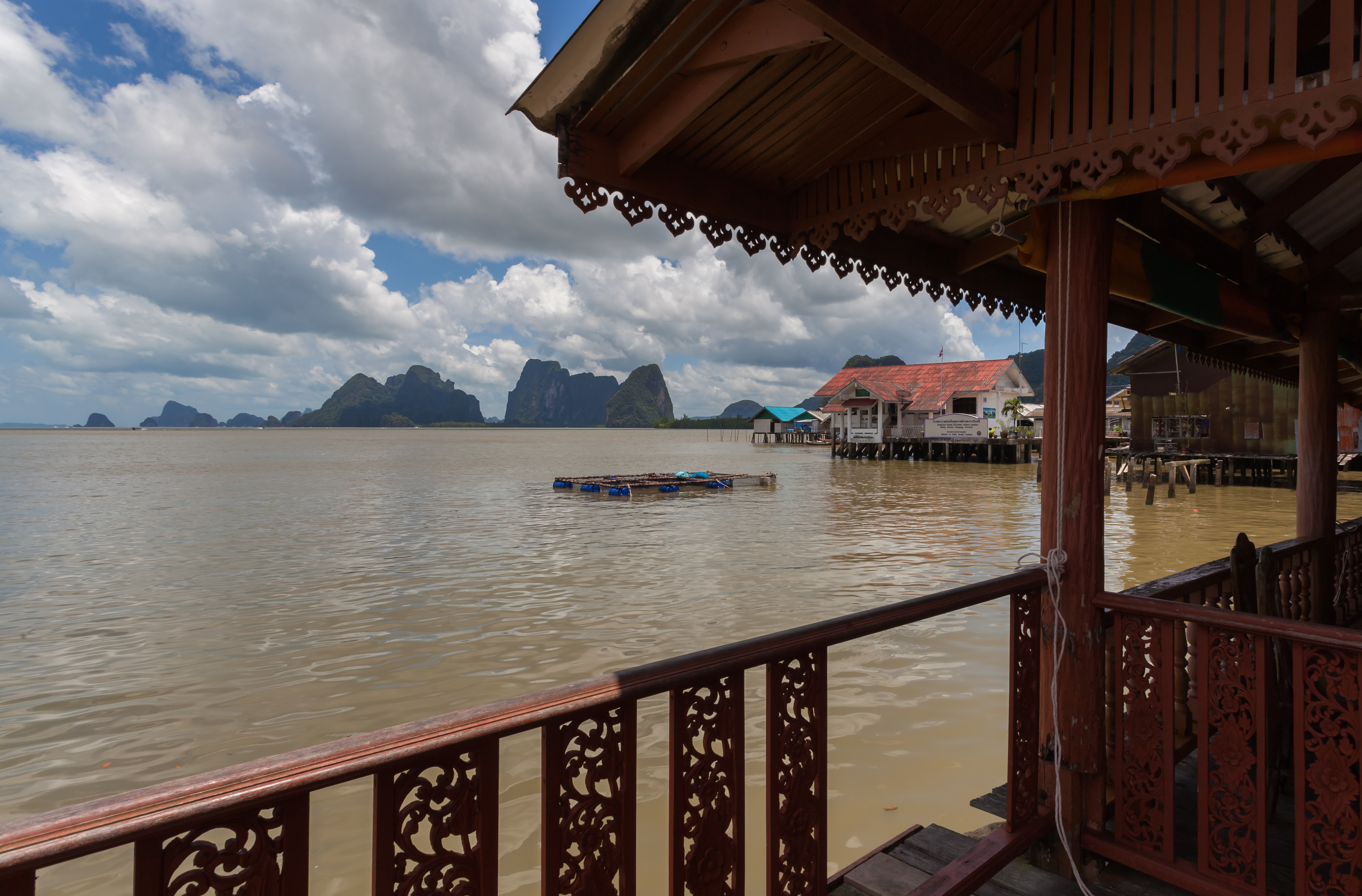
Vista desde la isla

Ko Panyi (en tailandés: เกาะปันหยี Jawi: فل فنج), también conocido como Koh Panyee, es un pueblo de pescadores en la provincia de Phang Nga, Tailandia, Es famoso por estar construido sobre pilotes por pescadores javaneses. La población está formada por unas 360 familias o 1.600 personas,descendientes de dos familias de marineros musulmanes de la Isla de Java, Indonesia.

## Historia
Ko Panyi, es conocido como Pulo Panji en javanés. El asentamiento de Ko Panyi fue fundado a finales del siglo XVIII por pescadores nómadas javaneses. En ésa época, la ley limitaba la propiedad de la tierra únicamente a las personas de origen nacional tailandés y, debido a esta restricción, el asentamiento se construyó, en su mayor parte, sobre pilotes dentro de la protección de la bahía de la isla, lo que proporcionaba un fácil acceso a los pescadores. Con el aumento de la riqueza de la comunidad, debido a la creciente industria turística dentro de Tailandia, los pobladores pudieron comprar terrenos en la isla y construyeron las primeras estructuras importantes sobre tierra, una mezquita y un pozo de agua dulce.

## La vida en el pueblo
El pueblo tiene una escuela musulmana a la que asisten tanto niñas como niños por las mañanas. Debido a la naturaleza informal de esta educación, muchos de las y los niños asisten a escuelas más lejanas, en Phang Nga o Phuket. se fomenta la emigración de la aldea debido a que el tamaño del asentamiento está restringido por las peligrosas condiciones del agua durante la temporada de lluvias.
El pueblo cuenta con una mezquita en la isla adyacente al asentamiento que atiende a la población predominantemente musulmana y funciona como punto focal y lugar de encuentro para la comunidad. Un mercado abastecido con productos de tierra firme vende artículos básicos como medicinas, ropa y artículos de aseo.
A pesar del aumento del turismo, la vida en Ko Panyi sigue basándose principalmente en la industria pesquera, ya que los turistas solo la visitan en cantidades significativas durante la estación seca.
El pueblo tiene un campo de fútbol flotante.Inspirándose en la Copa Mundial de la FIFA de 1986, los niños construyeron la cancha con trozos viejos de madera y balsas de pesca y formaron un equipo de fútbol para competir en el Campeonato Escolar del Sur de Tailandia. Después de llegar a las semifinales en un torneo del interior, logrando el tercer puesto a pesar de las circunstancias extrañas (en la segunda mitad, decidieron jugar descalzos ya que estaban acostumbrados), todo el pueblo se inspiró para practicar este deporte. Por eso se construyó una cancha nueva, aunque la de madera permanece y es popular entre los turistas.
A partir de 2011, el Panyee FC es uno de los clubes de fútbol juvenil más exitosos del sur de Tailandia, y los niños que construyeron la cancha en 1986 ahora son adultos. Tienen un récord impresionante de seis Campeonatos de Fútbol Juvenil del Sur de Tailandia de 2004 a 2010
Una campaña publicitaria de 2011 para TMB Bank incluye un cortometraje que cuenta la historia del equipo. La película se basa en entrevistas con el equipo original y está protagonizada por niños locales que reconstruyeron la cancha en el lugar.

## Turismo
A finales del siglo XX, a la comunidad le resultó difícil subsistir únicamente con la industria pesquera, y el cartero propuso invitar a turistas al pueblo para beneficiar a los residentes. Hoy en día, esta es una de las principales atracciones de los recorridos por la bahía de Phang Nga desde Phuket y a menudo, sirve como parada para almorzar. Con la cantidad creciente de turistas, hay varios restaurantes de mariscos en la isla, y varios puestos de venta de recuerdos. Además, el antiguo campo del famoso equipo de fútbol del lugar constituye es una gran atracción turística. El pueblo fue un punto de parada durante la cuarta etapa del reality show estadounidense The Amazing Race en su decimonovena temporada.